# Academia de Științe Morale și Politice
Academia de Științe Morale și Politice (în franceză Académie des sciences morales et politiques, ASMP) este una dintre cele cinci academii care formează Institut de France. Înființată în 1795 și ulterior desființată în 1803, a fost reînființată în 1832 datorită eforturilor ministrului și academicianului François Guizot.  Academia de Științe Morale și Politice este cea mai veche instituție din Franța care se ocupă de științele umane și sociale.